# Thorectichthys
Thorectichthys è un genere di pesci ossei estinto, appartenente agli ellimmittiformi. Visse nel Cretaceo superiore (Cenomaniano/Turoniano, circa 95 – 90 milioni di anni fa) e i suoi resti fossili sono stati ritrovati in Marocco.

## Descrizione
Di piccole dimensioni, questo pesce solitamente non superava la lunghezza di 7 centimetri. Possedeva un corpo alto e profondo, appiattito lateralmente. La bocca era fortemente rivolta verso l'alto, cosicché le fauci erano orientate quasi verticalmente e la bocca si apriva dorsalmente. La pinna caudale era fortemente biforcuta, ed era circa un quarto della lunghezza totale dell'animale. Thorectichthys, come tutti i generi simili, era dotato di scudi ossei dorsali e ventrali, che formavano una notevole protezione per l'animale; gli scudi dorsali, tuttavia, erano meno numerosi rispetto a quelli solitamente presenti negli ellimmittiformi. La pinna anale era molto lunga, soprattutto rispetto ad altre forme simili come Ellimmichthys, Triplomystus o Ellimma, e conteneva 22-25 raggi. 

## Classificazione
Il genere Thorectichthys venne descritto per la prima volta nel 2013, sulla base di fossili ritrovati nella formazione Akrabou del Marocco, risalente probabilmente all'inizio del Turoniano. I fossili sono stati descritti come appartenenti a due specie, Thorectichthys marocensis e T. rhadinus, distinte principalmente sulla base del numero degli scudi dorsali e ventrali.  

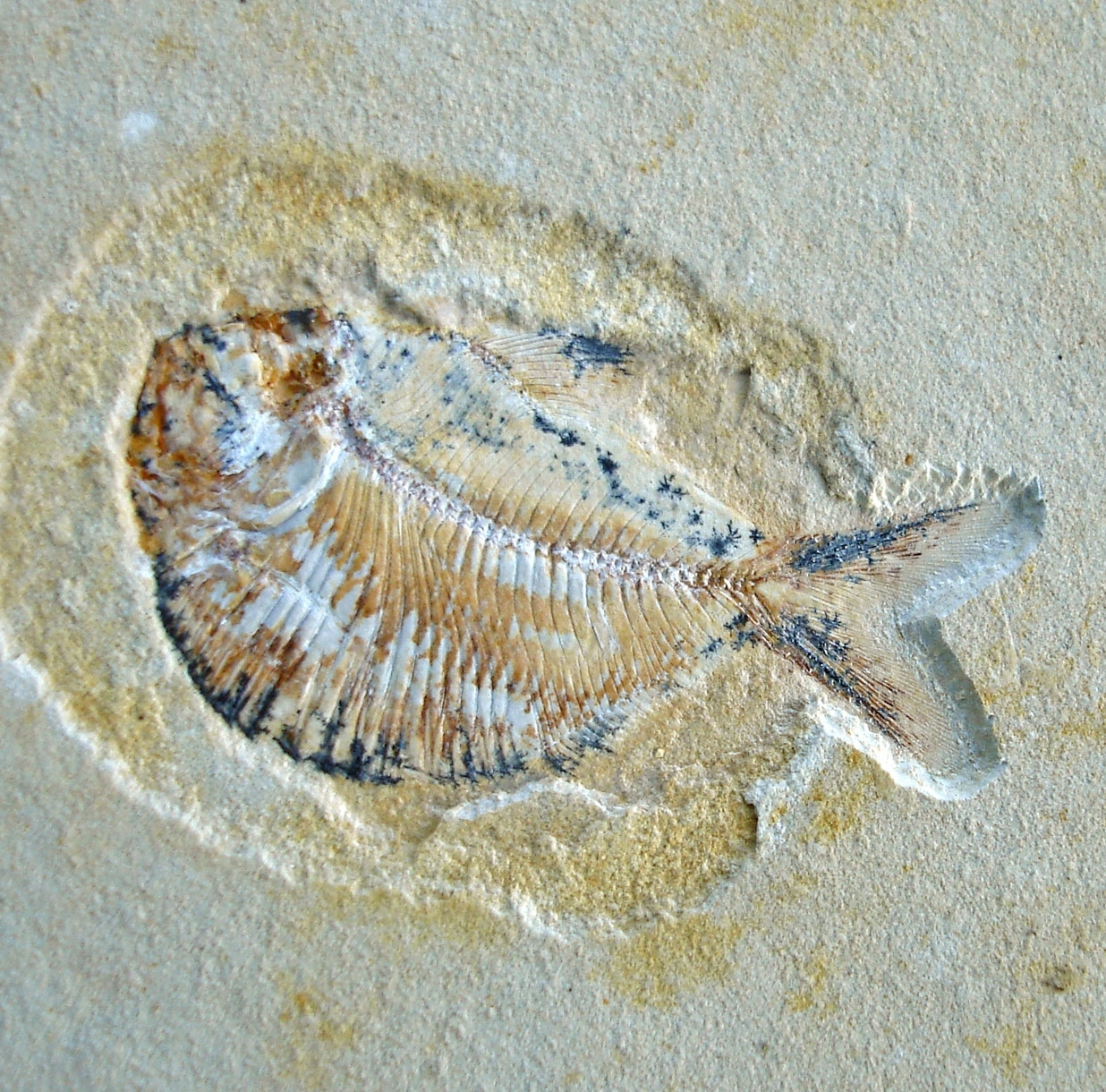
Fossile di Thorectictis marocensis

Thorectichthys era un rappresentante degli ellimmittiformi, un gruppo di pesci ossei affini ai clupeiformi, tipici del Cretaceo e caratterizzati da una doppia armatura ventrale e dorsale di piccoli scudi ossei. Thorectichthys, in particolare, sembrerebbe essere un membro della famiglia Paraclupeidae (che comprende gli ellimmittiformi più derivati) in una posizione basale. 

## Paleobiologia
Thorectichthys viveva lungo i margini di un mare poco profondo e dalle acque calme; si suppone che si nutrisse di piccole particelle di cibo presenti nell'acqua. 